# Jungermannia
Genre
Jungermannia est un genre d'hépatiques de la classe des Jungermanniopsida (hépatiques à lobes), de l'ordre des Jungermanniales ou des Porellales selon les classifications.

## Liste d'espèces
Selon NCBI (1er oct. 2016) :
- Jungermannia atrovirens
- Jungermannia borealis
- Jungermannia caespiticia
- Jungermannia callithrix
- Jungermannia crenuliformis
- Jungermannia eucordifolia
- Jungermannia exsertifolia
- Jungermannia infusca
- Jungermannia konstantinovae
- Jungermannia leiantha
- Jungermannia obovata
- Jungermannia ovato-trigona
- Jungermannia polaris
- Jungermannia pumila
- Jungermannia subelliptica
- Jungermannia subulata
- Jungermannia torticalyx